# Gabriel Cedrés
Gabriel Cedrés, vollständiger Name Néstor Gabriel Cedrés, (* 3. März 1970 in Minas) ist ein ehemaliger uruguayischer Fußballspieler.

## Karriere

### Vereine
Der 1,81 Meter große Mittelfeldakteur Cedrés gehörte zu Beginn seiner Karriere von 1988 bis 1993 der Mannschaft von Peñarol Montevideo an. 1993 wurden das Team Uruguayischer Meister. In jenem Jahr gehörte er zwar zum Kader, allerdings endete die Meisterschaftsrunde erst Anfang Dezember 1993. Andere Quellen führen ihn jedoch bereits seit Jahresmitte in Reihen der Argentinos Juniors. Für die Argentinier lief er in 16 Partien der Primera División auf und erzielte vier Treffer. Anfang 1994 wechselte Cedrés zu River Plate. Dort stehen 72 Erstligaeinsätze und neun Tore für ihn zu Buche. Zudem gewann er mit der Mannschaft die Copa Libertadores 1996, bei deren Finalrückspiel er in der Startelf mitwirkte. Es folgte von Mitte 1996 bis Ende August 1997 eine Karrierestation bei den Boca Juniors. Für den Klub aus Buenos Aires traf er achtmal bei 28 Erstligaeinsätzen ins gegnerische Tor. Anschließend war er bis Ende Juni 1998 beim Club América aktiv. Bei den Mexikanern stehen 20 Einsätze in der höchsten mexikanischen Spielklasse und ein Tor in seiner Einsatzstatistik. Mitte 1998 kehrte Cedrés zu Peñarol zurück und spielte fortan bis Ende 2005 für die „Aurinegros“. In diesem Zeitraum gewannen die Montevideaner 1999 und 2003 die uruguayische Meisterschaft. Cedrés bestritt in dieser Karrierephase insgesamt 219 Partien in der Primera División und wurde dabei 53-mal als Torschütze notiert. In der Clausura 2006 war River Plate Montevideo sein Arbeitgeber. In jener Halbserie absolvierte er 16 Erstligaspiele und schoss vier Tore. Zur Apertura 2006 verpflichteten ihn die Montevideo Wanderers, bei denen er noch elfmal (kein Tor) in Uruguays oberster Profiliga eingesetzt wurde. Als letzte Karrierestation ist in der ersten Jahreshälfte 2007 Deportivo Maldonado verzeichnet. Bei den Südosturuguayern stehen 15 Ligaeinsätze und vier erzielte Treffer für ihn zu Buche.

### Nationalmannschaft
Cedrés gehörte er uruguayischen U-20-Auswahl an, die an der U-20-Südamerikameisterschaft 1988 teilnahm.
Am 2. Februar 1990 debütierte er sodann in der uruguayischen A-Nationalmannschaft. In der Folgezeit absolvierte er je nach Quellenlage insgesamt 27 oder 28 Länderspiele, bei denen er fünf Tore schoss. Bei der Copa América 1991 war Cedrés Teil des uruguayischen Aufgebots und wurde im Verlaufe des Turniers zweimal eingesetzt. Sein letzter Länderspieleinsatz in der „Celeste“ datiert vom 15. November 2000, als er unter Nationaltrainer Daniel Passarella beim 0:0-Unentschieden gegen die Auswahl Boliviens als Einwechselspieler für José María Franco auflief.

### Erfolge
- Copa Libertadores: 1996
- Uruguayischer Meister: 1999, 2003